# Journal des Dames et des Demoiselles

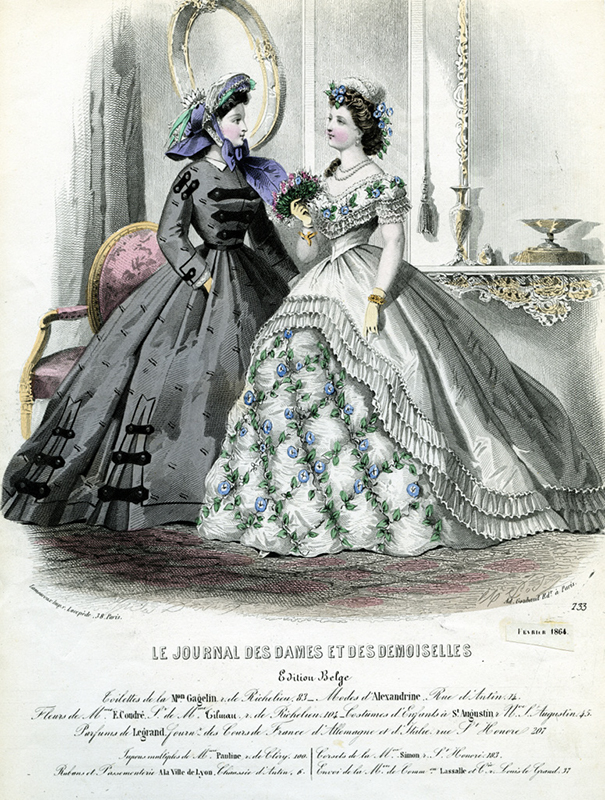
Tryck. Modebild från Le Journal des dames et des demoiselles. Februari 1864. Klänningar - Nordiska Museet - NMA.0052108

Journal des Dames et des Demoiselles (eller Le Magasin des Familles: Journal des Dames et des Demoiselles) var en fransk modetidskrift som utgavs mellan 1849 och 1878.
Den utgavs även i London och Bryssel. Det är möjligt att Stockholms Mode-Journal var dess svenska utgåva. 

## Bilder

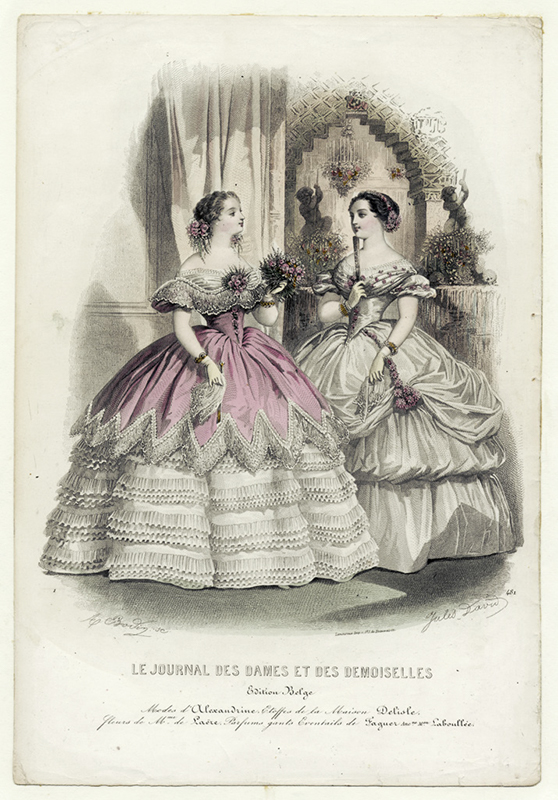
Modeplansch ur Le journal des dames et des demoiselles december 1856 - Nordiska Museet.
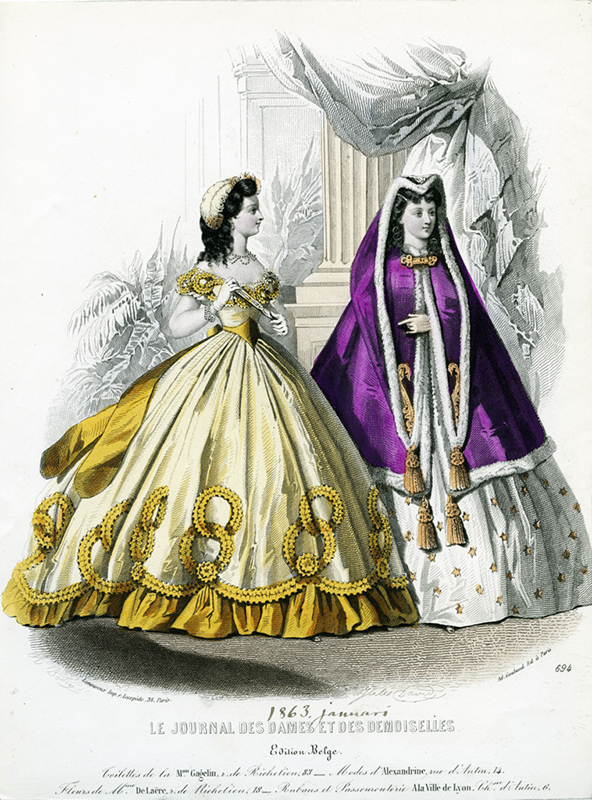
1863.
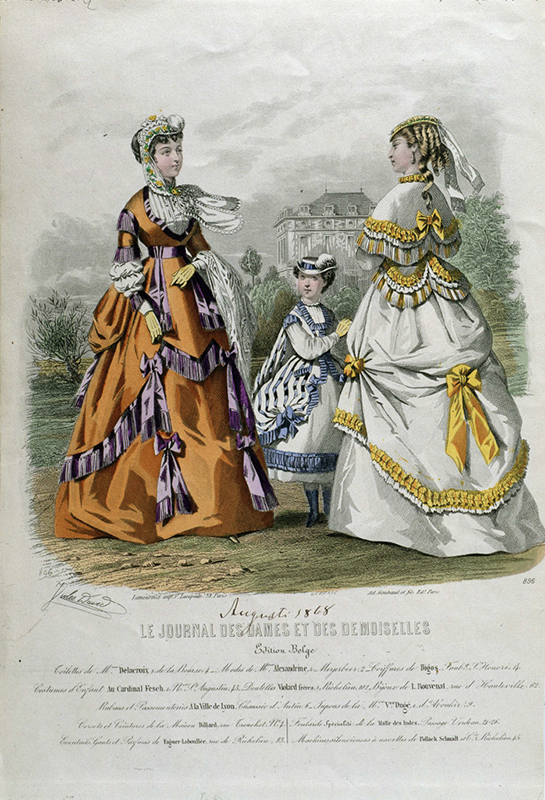
Modeplansch från 1868 ur Journal des Dames et des Demoiselles.